# Alexander Megos
Alexander Megos est un grimpeur allemand né à Erlangen le 12 août 1993. Il est connu pour avoir réalisé le premier 9a à vue, le 24 mars 2013, à 19 ans, Estado critico au secteur El Pati à Siurana,. Il a également réalisé dans la journée, en seulement trois essais la voie Biographie, cotée 9a+. Alex Megos a réalisé plus de 80 voies dans le 9e degré, dont deux 9b+ (Bibliographie, et Perfecto Mundo) et trois 9b (Fight Club, First Round, First Minute et Ratstaman Vibrations).
Il fait également partie des meilleurs bloqueurs, en ayant réalisé Lucid Dreaming côté 8C, à Bishop en 2015.

## Biographie

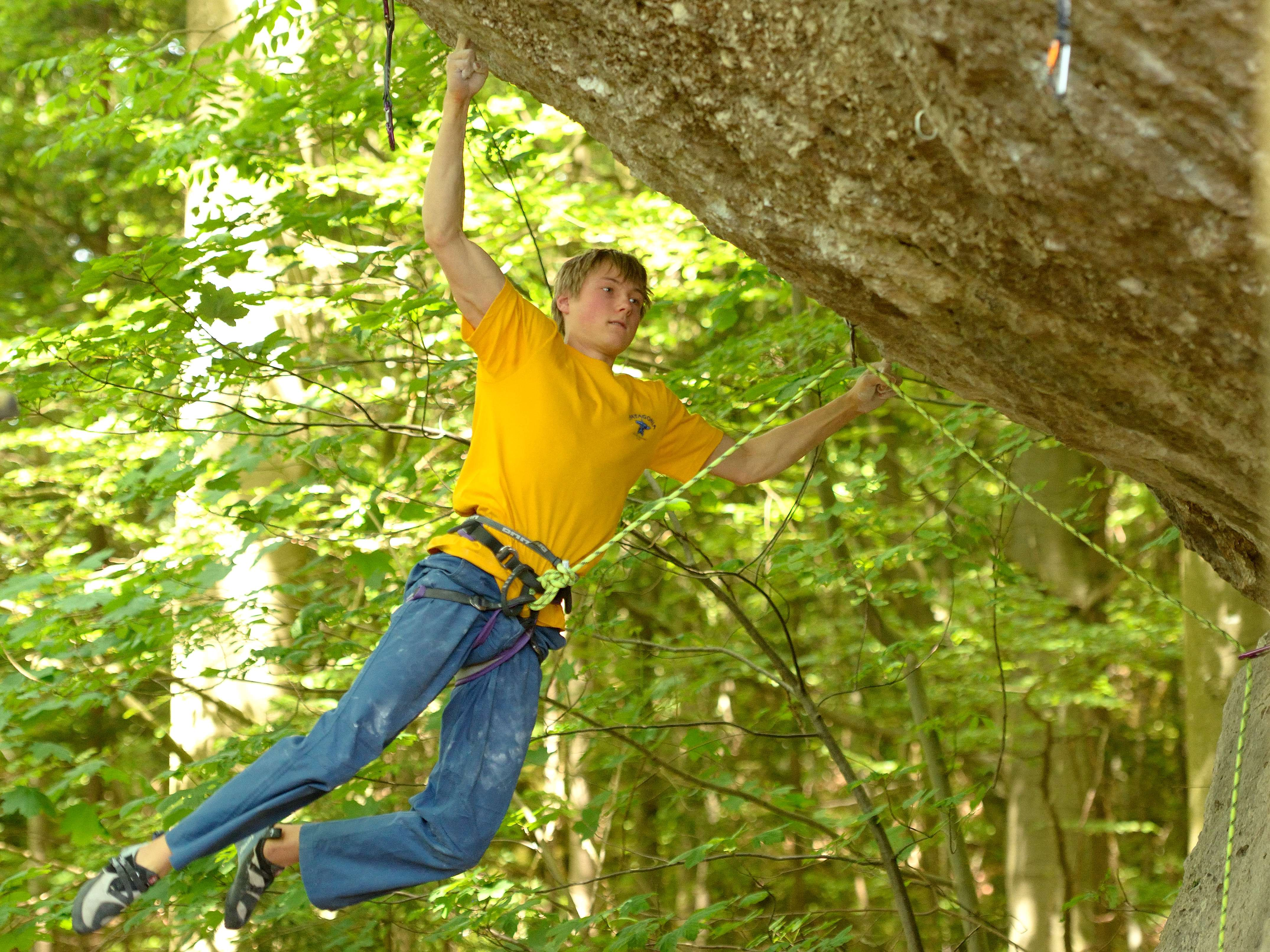
Alexander Megos dans Action directe en 2014

Il vit dans le Frankenjura à Erlangen où se trouve son club le Deutscher Alpenverein Erlangen.

## Sponsors
Il est sponsorisé par Patagonia, Entre-Prises Climbing Walls, DMM Climbing et Tenaya.

## Palmarès
- 2018
  - 3e en difficulté aux Championnats du monde
  - 6e en difficulté à la coupe du monde
- 2019
  - 2e en difficulté aux Championnats du monde